# Akram al-Kaabi
Akram Abbas al-Kaabi (arabe : أكرم الكعبي ; né le 17 juillet 1977) est le fondateur et secrétaire général du Harakat Hezbollah al-Nujaba (HHN) en Irak. Le Harakat Hezbollah al-Nujaba est apparu en 2013 comme une émanation de la milice chiite irakienne Asa'ib Ahl al-Haq, affiliée aux Forces de mobilisation populaire.

## Biographie
Al-Kaabi est né en 1977 dans la ville d'Amarah, une ville chiite du sud de l'Irak. Il a étudié la religion dans la ville sainte chiite de Najaf, où il a été l'élève de l'ayatollah Mohammad Sadeq al-Sadr. Il est ensuite devenu imam dans une mosquée de la ville de Musayyib. Akram al-Kaabi a circulé entre les prisons spéciales sous le règne de Saddam Hussein, avant de s'impliquer dans la résistance à la suite de l'invasion américaine. En 2003, al-Kaabi a rejoint l'armée sadriste du Mahdi, où il a planifié et mené des attaques contre les forces de la coalition irakienne et dirigée par les États-Unis, avec une formation et un financement de la force iranienne Quds. Il a quitté l'Armée du Mahdi en 2008 et est devenu plus tard le chef adjoint d'Asa'ib Ahl al-Haq. Al-Kaabi est revenu poursuivre ses études religieuses, évitant toute action militaire directe jusqu'au déclenchement des événements en Syrie en 2011, alors qu'il était à l'avant-garde des combattants de son mouvement naissant, le Harakat Hezbollah al-Nujaba, à Alep et ailleurs. Al-Kaabi a formé la milice HHN en 2013 en réponse à la montée de l'Etat islamique en Syrie, appelant les milices chiites irakiennes à se rendre en Syrie et à combattre au nom du régime d'Assad.

## Sanctions
Le 5 mars 2019, le Département d'État américain a désigné al-Kaabi comme terroriste international en vertu du décret 13224 en raison de son implication dans la perpétration d'attaques terroristes contre les forces américaines et des citoyens irakiens innocents.